# Rio Negrinho
Rio Negrinho is een gemeente in de Braziliaanse deelstaat Santa Catarina. De gemeente telt 44.633 inwoners (schatting 2009).

## Aangrenzende gemeenten
De gemeente grenst aan Corupá, Doutor Pedrinho, Itaiópolis, Mafra, Rio dos Cedros, São Bento do Sul en Rio Negro (PR).